# Tri Bourne
Tri Bourne (Kailua (Havaí), 20 de junho de 1989) é um ex´voleibolista indoor, atualmente jogador de vôlei de praia estadunidense, semifinalista no Campeonato Mundial de Vôlei de Praia em 2019 na Alemanha.

## Carreira
A sua trajetória se inicia no voleibol indoor quando ingressou Outrigger Canoe Club no ano de 2001, filho dos triatletas Peter Bourne e Katy Bourne, casado com atriz de cinema Gabrielle Bourne.Também representou o time da Maryknoll High School de Honolulu em 2007.Atuou como ponteiro no período de 2008 a 2011, eventualmente na posição de líbero, estava ativo na Universidade do Sul da Califórnia atuando pelos Trojans USC. Em 2007 estava na preparação para o Campeonato Mundial Sub-19 no México.Em 2007 conquistou o título da Campeonato Nacional de Vôlei de Praia Sub-20, da AAU (União Atlética Amadora) da ao lado de Riley McKibbin; ano que também competiu a nível escolar como basquetebolista.
Foi convocado para seleção juvenil dos Estados Unidos, sendo medalhista de bronze no Campeonato NORCECA Sub-21 de 2008 em El Salvador em 2008 e já em 2009 nesta mesma categoria  disputou o Campeonato Mundial de Pune finalizando na oitava colocação.
Em 2013 iniciou sua carreira profissional, época que formava dupla com William Montgomery, e disputaram disputou o Circuito Neozelandês de Vôlei de Praia, neste torneio terminaram em terceiro lugar na etapa de Mairangi Bay, campões em Hamilton Lake e o vice-campeonato em Mount Maunganui, além do quinto lugar na etapa de Binz, válida pelo Circuito Alemão de Vôlei de Praia no mesmo ano.Com John Hyden disputou o Circuito NORCECA de 2013, sagrando-se vice-campeões na etapa de San Diego e na etapa da Costa Rica, e terminaram em quinto na etapa em Santa Lúcia.Estreou no Circuito Mundial ao lado de Derek Olson no Aberto de Durban quando finalizaram na quinta colocação.
Na temporada de 2014 retoma a dupla com John Hyden e entre os melhores desempenho destacam-se os nonos lugares nos Grand Slams de Xangai, Puerto Vallarta, Haia, Long Beach e São Paulo, tendo os quintos lugares nos Grand Slams de Stavanger, klagenfurt e Stare Jabłonki e o titulo no Grand Slam de Berlim.
No Circuito Mundial de 2015 disputou ao lado de John Hyden obtendo as nonas posições nos Grand Slams de São Paulo, Moscou e Long Beach, assim como no Major Series de Poreč, a quinta colocação no Campeonato Mundial de 2015 sediado na Holanda, repetindo a posição no Major Series de Gstaad, Grand Slam de Olsztyn e no Aberto de Puerto Vallarta, tendo o terceiro lugar no Aberto de Doha.
Iniciou a temporada de 2016 do Circuito Mundial com John Hyden no Aberto de Maceió finalizando em décimo sétimo, na sequência atuou em duas etapas com Mark Edwin Burik, o trigésimo terceiro posto no Grand Slam do Rio de Janeiro e décimo sétimo posto no Aberto de Vitória,  mesmo posto quando retomou com John Hyden no Aberto de Doha, obtendo o mesmo posto no Major Series de Gstaad e Grand Slam de Long Beach, sendo vice-campeões no Aberto de Xiamen, nono posto também no Aberto de Antália, Grand Slam de Moscou, nos Major Series de Poreč e Klagenfurt, quinta posto nos Abertos de Fuzhou e Cincinnati, como também no Grand Slam de Olsztyn, além do bronze no Aberto de Sochi e no FIVB World Tour Finals sediado em Toronto.
Em 2018  competiu ao lado de Trevor Crabb conquistando o título do torneio três estrelas de Qinzhou e o quarto posto no quatro estrelas de Las Vegas.Juntos competiram em 2019, conquistaram o título na etapa de Aguascalientes do Circuito NORCECA, disputou pelo Circuito Mundial, obteve como melhores resultados, bronze no quatro estrelas em Chetumall, o quinto lugar no torneio quatro estrelas de Itapema e Tóquio, décimo sétimo posto nos quatro estrelas de Ostrava e Warsaw, o mesmo obtido no cinco estrelas de Vienna, sendo semifinalista no quatro estrelas de Jinjiang e no Campeonato Mundial realizado em Hamburgo, e terminou no vigésimo quinto lugar no FIVB World Tour Finals sediado em Roma.
No ano de 2020 esteve com Trevor Crabb no quatro estrelas de Doha quando alcançaram a nona posição. Em 2021 disputaram os tres eventos realizado no quatro estrelas de Cancún, em dois primeiros obteve o nono lugar e no último o quinto posto, resultado este repetido no quatro estrelas de Sochi, obtendo também o nono lugar no quatro estrelas de Ostrava e o décimo sétimo lugar no de Gstaad.
A dupla Jake Gibb e Taylor Crabb qualificaram para os Jogos Olímpicos de Verão de 2020, em razão do Taylor Crabb testar positivo para COVID-19, ficando impedido de competir nos referidos jogos, e surgiu a chance de disputar sua primeira olimpíada, sendo o substituto do atleta supracitado.

## Títulos e resultados
- Torneio 3* de Qinzhou do Circuito Mundial de Vôlei de Praia:2018
- Grand Slam de Berlim do Circuito Mundial de Vôlei de Praia:2014
- Aberto de Xiamen do Circuito Mundial de Vôlei de Praia:2016
- Torneio 4* de Chetumal do Circuito Mundial de Vôlei de Praia:2019
- Aberto de Sochi do Circuito Mundial de Vôlei de Praia:2016
- Aberto de Doha do Circuito Mundial de Vôlei de Praia:2015
- Campeonato Mundial de Vôlei de Praia:2019
- Torneio 4* de Jinjiang do Circuito Mundial de Vôlei de Praia:2019
- Torneio 4* de Las Vegas do Circuito Mundial de Vôlei de Praia:2018

## Premiações individuais
- Melhor Novato do Ano do Circuito Mundial de Vôlei de Praia de 2014